# Heimertingen
Heimertingen é um município da Alemanha, situado no distrito de Baixa Algóvia, no estado da Baviera. Tem 13,88 km² de área, e sua população em 2019 foi estimada em 1.811 habitantes.